# Трес-Лагоас
Трес-Лагоас (порт. Três Lagoas) — муниципалитет в Бразилии, входит в штат Мату-Гросу-ду-Сул. Составная часть мезорегиона Восток штата Мату-Гроссу-ду-Сул. Входит в экономико-статистический микрорегион Трес-Лагоас. Население составляет 85 376 человек на 2007 год. Занимает площадь 10 206 км². Плотность населения — 8,36 чел./км².
Праздник города —  15 июня.

## История
Город основан 15 июня 1915 года.

## Статистика
- Валовой внутренний продукт на 2005 год составляет 1 033 744 000,00 реалов (данные: Бразильский институт географии и статистики).
- Валовой внутренний продукт на душу населения на 2005 год составляет 12 036,00 реалов (данные: Бразильский институт географии и статистики).
- Индекс развития человеческого потенциала на 2000 год составляет 0,784 (данные: Программа развития ООН).

## География
Климат местности: тропический.

## Галерея

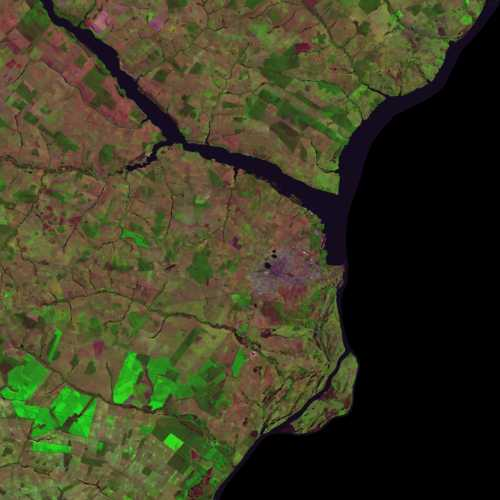
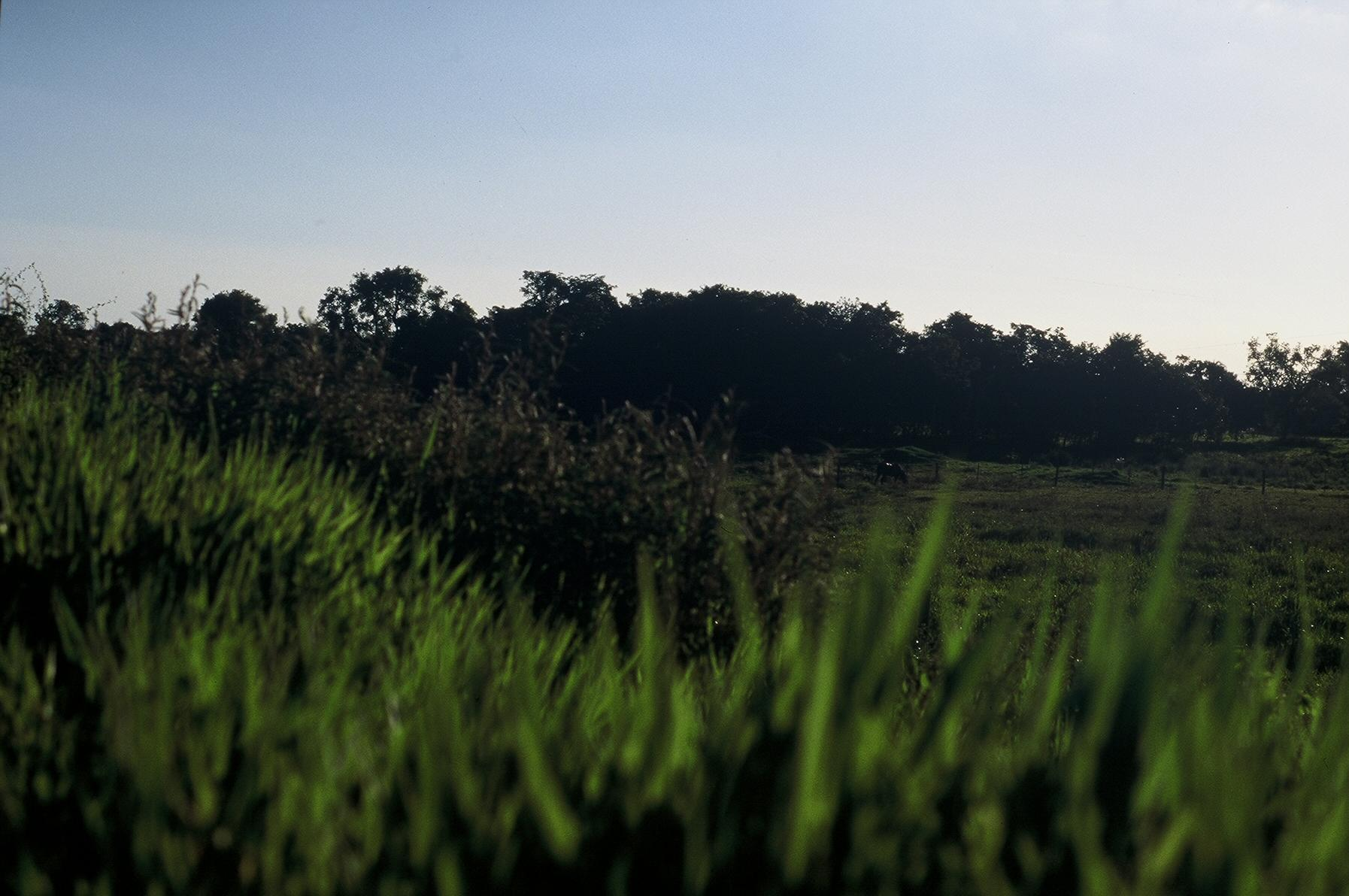
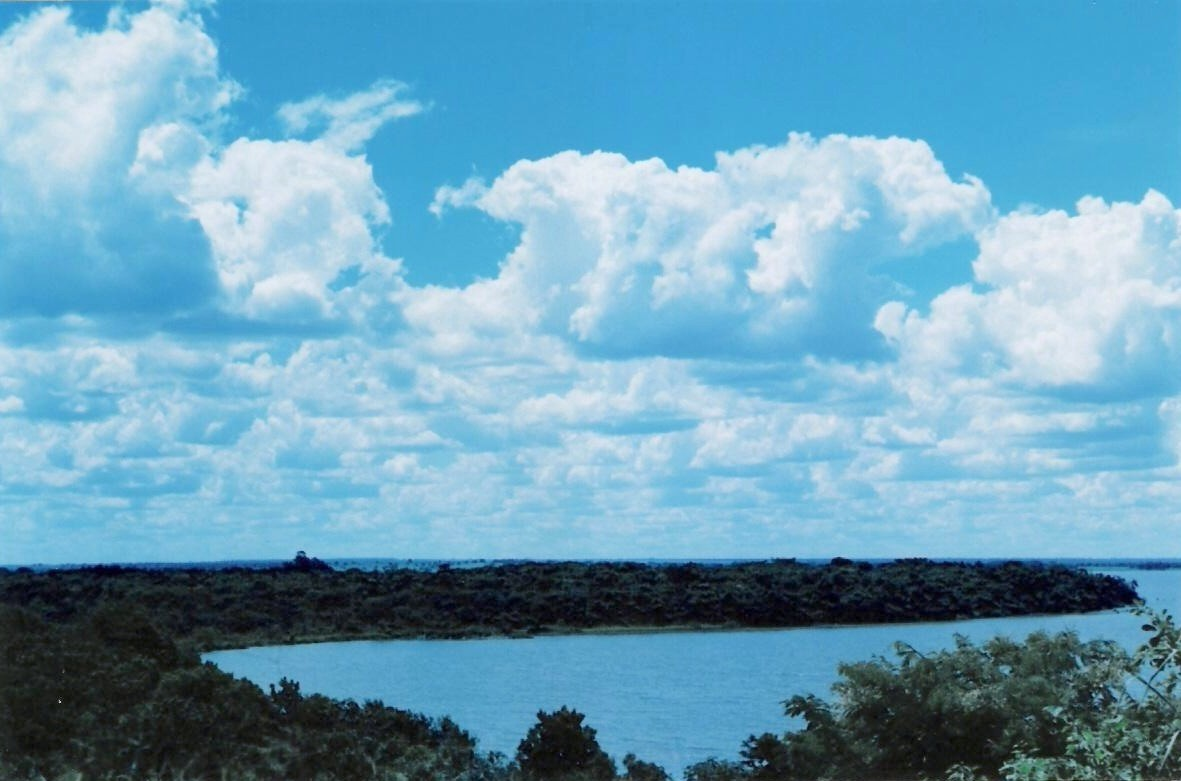
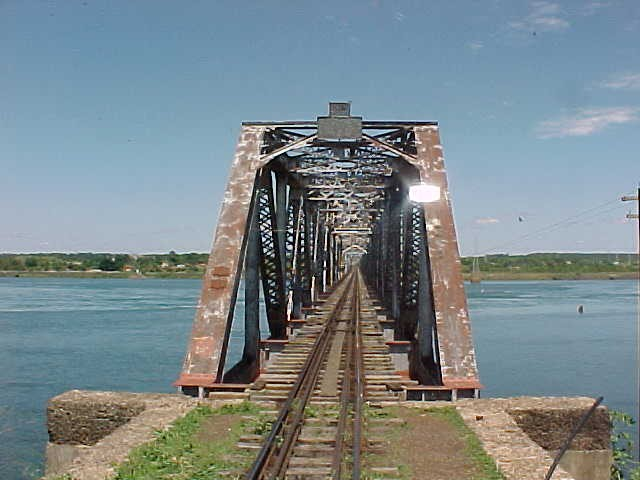
Мост
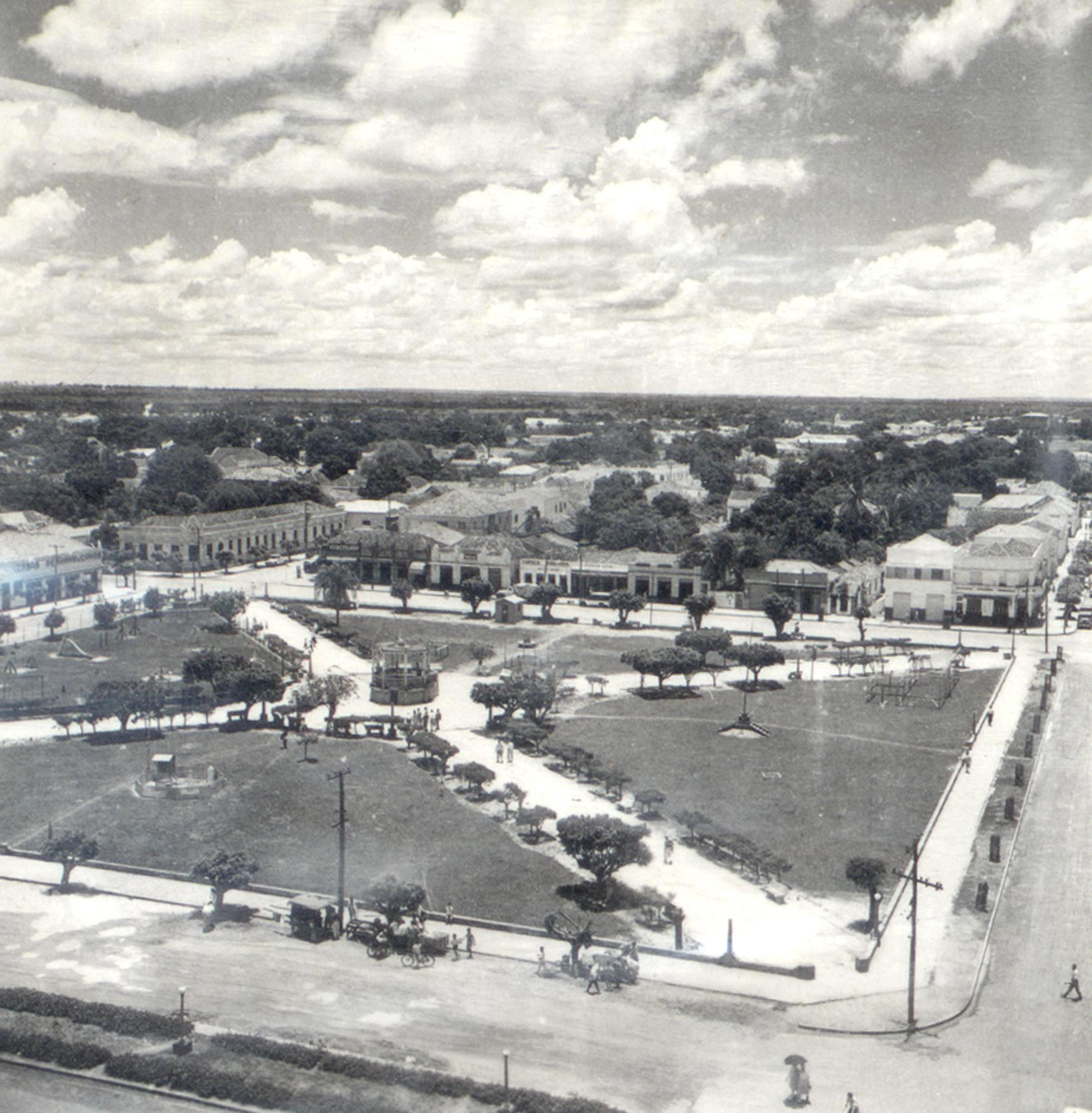
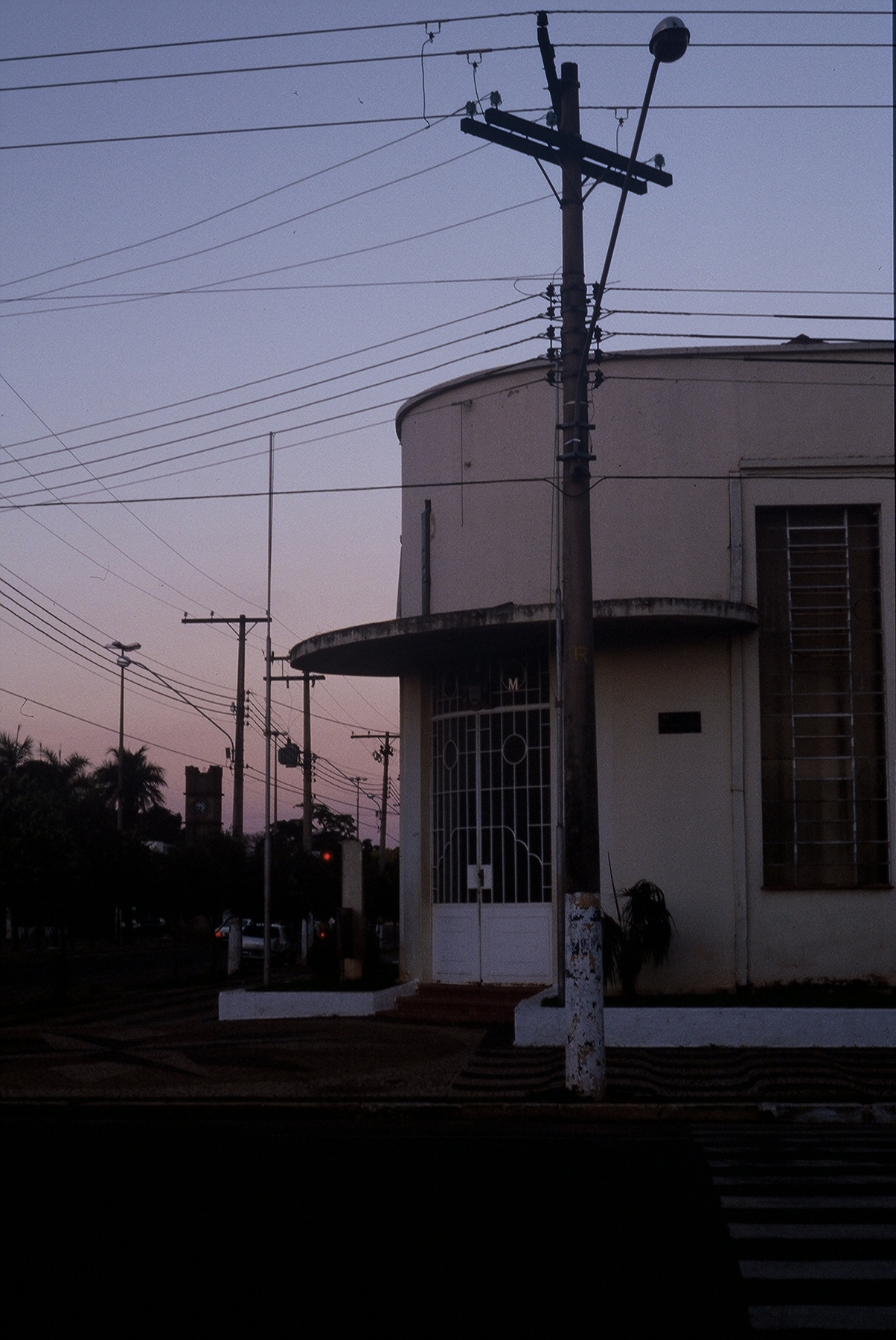
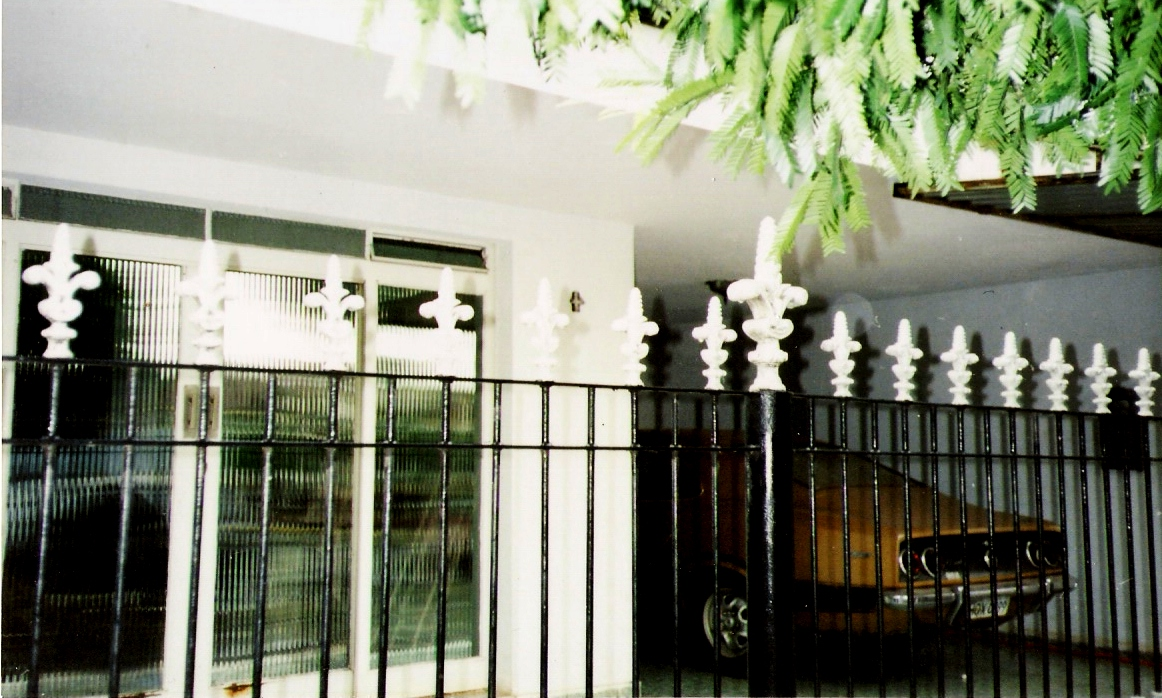
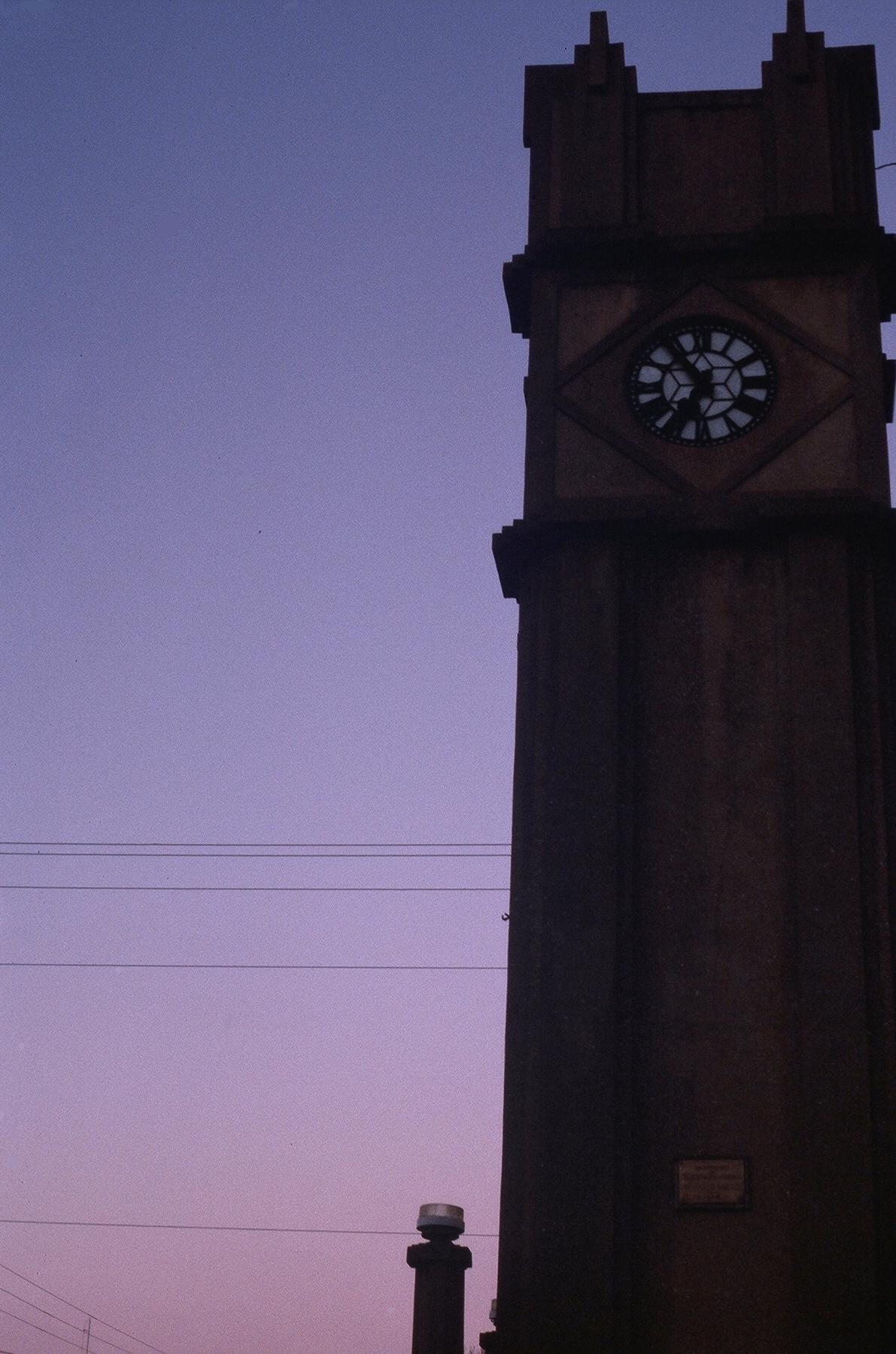